# Dieter Hildebrandt

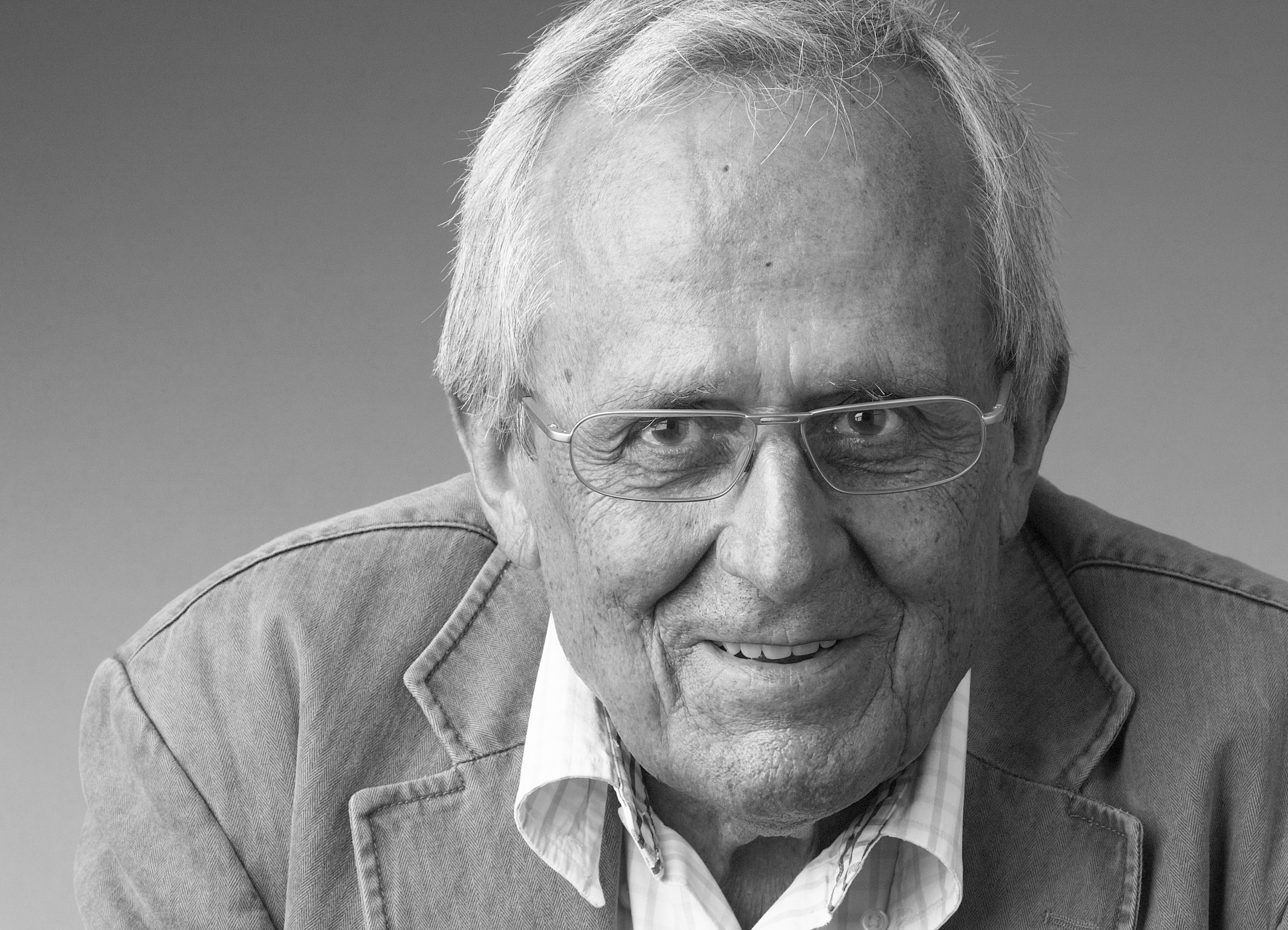
Dieter Hildebrandt (2010)

Dieter Hildebrandt (* 23. Mai 1927 in Bunzlau, Niederschlesien; † 20. November 2013 in München) war ein deutscher Kabarettist, Schauspieler und Buchautor. Bekannt wurde er als Mitbegründer der Münchner Lach- und Schießgesellschaft sowie durch die Fernsehsendungen Notizen aus der Provinz und Scheibenwischer, die zu langjährigen Erfolgen wurden und mehrfach zu politischen Kontroversen führten. Er trat bis ins hohe Alter auf. Hildebrandt war einer der einflussreichsten Kabarettisten in der Geschichte der Bundesrepublik Deutschland und veröffentlichte zahlreiche Bücher.

## Leben

### Kindheit, Jugend und Ausbildung
Dieter Hildebrandt wurde als Sohn des beamteten Oberlandwirtschaftsrats Walter Hildebrandt (1889–1976) und seiner Frau Gertrud, geb. Meißner (1898–1994), im niederschlesischen Bunzlau geboren. Sein Vater, Sohn eines Großbauern, stammte aus Lindow (Mark Brandenburg); seine Mutter war die Tochter des Bunzlauer Landmaschinenfabrikanten Anton Meißner. Er hatte zwei Brüder; einer starb jung, der andere Bruder war der Sportjournalist Bernd Hildebrandt (1942–2004). Als Dieter Hildebrandt acht Jahre alt war, erwarb der Vater einen Bauernhof, den die Familie von da an bewirtschaftete. Bereits in der Schulzeit an den Staatlichen Zahnschen Bildungsanstalten, einer Oberschule in Bunzlau, entdeckte Hildebrandt seine Liebe zur Schauspielerei: er wurde Mitglied einer Spielschar der Hitlerjugend.
Ab 1943 war Hildebrandt Flakhelfer im niederschlesischen Liegnitz und in Berlin; kurz vor Kriegsende wurde er noch zur Wehrmacht eingezogen. Am 19. Februar 1944 beantragte er die Aufnahme in die NSDAP und wurde zum 20. April desselben Jahres aufgenommen (Mitgliedsnummer 9.903.410). Hildebrandt bestritt 2007, als dies bekannt wurde, wissentlich einen Aufnahmeantrag gestellt zu haben. Er sprach von Rufmord und äußerte, dass möglicherweise seine Mutter den NSDAP-Aufnahmeantrag unterschrieben habe. Nach dem gegenwärtigen Forschungsstand war eine Aufnahme in die Partei ohne eigenhändige Unterschrift nicht möglich. Der Historiker Wolfgang Wippermann betonte, dass es keine schriftliche Quelle dafür gebe, dass Hitlerjungen ohne Wissen und Zutun in die NSDAP aufgenommen worden seien. Norbert Frei, Ulrich Herbert und Hans-Ulrich Wehler hielten dagegen, dass über die Aufnahmepraxis in den lokalen Parteisektionen viel zu wenig bekannt sei und Aufnahmen ohne Wissen der Beteiligten geschehen sind, ohne allerdings irgendwelche Belege für ihre Aussagen beizubringen.
Gegen Ende des Zweiten Weltkriegs war Hildebrandt in der Nähe von Berlin eingesetzt und kam in Kriegsgefangenschaft in Gardelegen. Nach der Entlassung traf er 1945 in Windischeschenbach in der Oberpfalz mit seiner aus Schlesien vertriebenen Familie zusammen. In Weiden holte Hildebrandt 1947 das Abitur nach. 1950 begann er ein Studium der Literatur- und Theaterwissenschaften sowie der Kunstgeschichte an der Ludwig-Maximilians-Universität München. Noch immer strebte er jedoch den Beruf des Schauspielers an und nahm nach dem Scheitern der Aufnahmeprüfung an der Otto Falckenberg Schule privaten Schauspielunterricht bei Alice Strathmann. 1953 legte er am Münchner Residenztheater die Prüfung der Schauspieler-Genossenschaft ab. Hildebrandt hatte begonnen, an einer Dissertation zur Erlangung des Doktorgrades zu arbeiten, brach jedoch 1955 ohne Abschluss ab, als sein Doktorvater Artur Kutscher emeritiert wurde und sich erste Erfolge bei seinen Auftritten in Studentenkabaretts einstellten.

### Kabarett
Zum ersten Kontakt Hildebrandts mit dem Kabarett kam es während seines Studiums. Als Platzanweiser arbeitete er im Münchner Theater Die Kleine Freiheit, das 1951 von Trude Kolman gegründet worden war und in dem Erich Kästner die Programme schrieb. Hier lernte er Werner Finck, Robert Neumann und Oliver Hassencamp kennen, die ihn stark beeindruckten. In der Folge wirkte Hildebrandt selbst beim Studentenkabarett Die Seminarren mit und gründete 1955 mit Kommilitonen das Kabarett Die Namenlosen, dessen Aufführungen in Schwabing so erfolgreich waren, dass 1956 ein Programm im Fernsehen übertragen wurde.

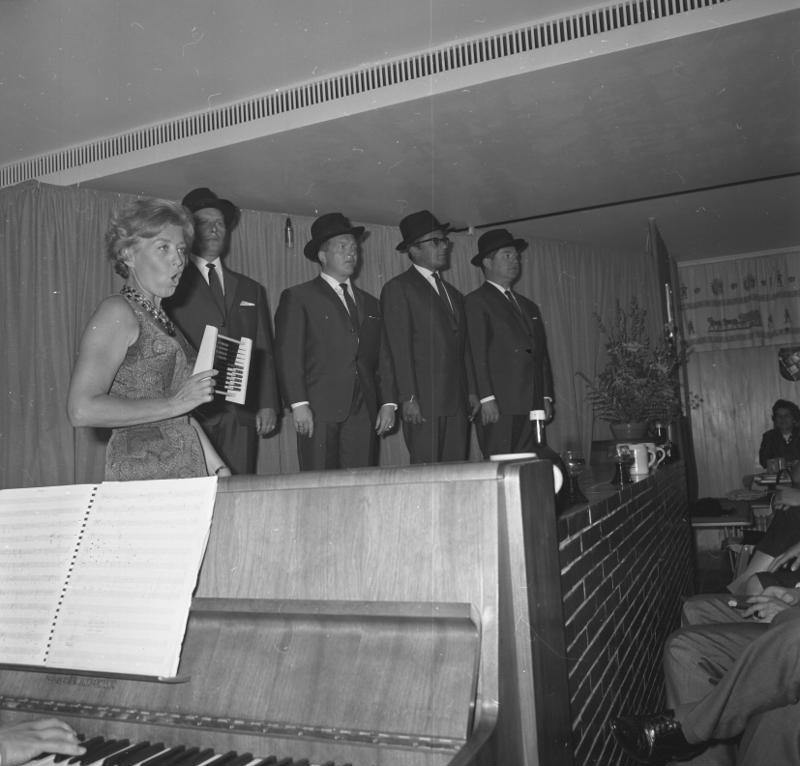
Die Münchner Lach- und Schießgesellschaft 1964 (von links nach rechts: Ursula Noack, Jürgen Scheller, Hans Jürgen Diedrich, Dieter Hildebrandt, Klaus Havenstein)

Nach der Auflösung der Namenlosen gründete Hildebrandt gemeinsam mit dem Sportreporter Sammy Drechsel 1956 die Münchner Lach- und Schießgesellschaft, die sich in den Folgejahren zu einem der bedeutendsten Kabaretts in der Bundesrepublik entwickelte. Von Anfang an wurden die Programme im Hörfunk und Fernsehen übertragen. Vor allem Schimpf vor zwölf, das Silvesterprogramm der Lach- und Schießgesellschaft, zwischen 1963 und 1971 alle zwei Jahre von der ARD zur Hauptsendezeit live ausgestrahlt, wurde zu einer ständigen Einrichtung und machte die Gruppe einer breiten Öffentlichkeit bekannt. Ab 1962 ging das Ensemble jährlich auf Tournee. Während die anderen Mitglieder im Lauf der Jahre wechselten, blieben Drechsel als Regisseur und Organisator sowie Hildebrandt mit den für ihn typischen Soli die Fixpunkte des Ensembles.
Im Dezember 1972 gab die Lach- und Schießgesellschaft ihre Abschiedsvorstellung. Die Auflösung fiel in eine Zeit, als nach dem Ende der Großen Koalition und mit dem Amtsantritt Willy Brandts das politische Kabarett in eine Krise geraten war und von vielen für tot erklärt wurde. Nach eigenen Aussagen fühlte sich das Ensemble nur mehr als „Staatskabarett“ und „Stimmungslokal für Betriebsausflüge ganzer Vorstandsetagen“. In einem frühen Programmheft hatte die Lach- und Schießgesellschaft noch erklärt, dass politisches Kabarett Opposition bedeute, die in Deutschland links stehe. Gegenüber der SPD wolle man laut einer Aussage von Sammy Drechsel aus dem Jahr 1971 jedoch nur „klein-klein schießen“. Als sich die Lach- und Schießgesellschaft 1976 neu gründete, blieb Hildebrandt dem Kabarett als Berater und Texter verbunden, trat allerdings selbst nicht mehr auf.
Einen neuen Partner für eigene kabarettistische Unternehmungen fand Hildebrandt in dem Österreicher Werner Schneyder (1937–2019), mit dem er zwischen 1974 und 1981 insgesamt sechs Programme schrieb und durch ganz Deutschland und Österreich tourte. 1985 kam es zu einem gemeinsamen Gastspiel in der DDR auf Einladung der Leipziger Pfeffermühle, ein Auftritt, den Hildebrandt rückblickend als „herausragendes Berufserlebnis“ wertete. In den 1980er Jahren folgten zwei gemeinsame Programme Hildebrandts mit Gerhard Polt sowie die Mitwirkung in dessen Filmen Kehraus und Man spricht deutsh.

### Fernsehen

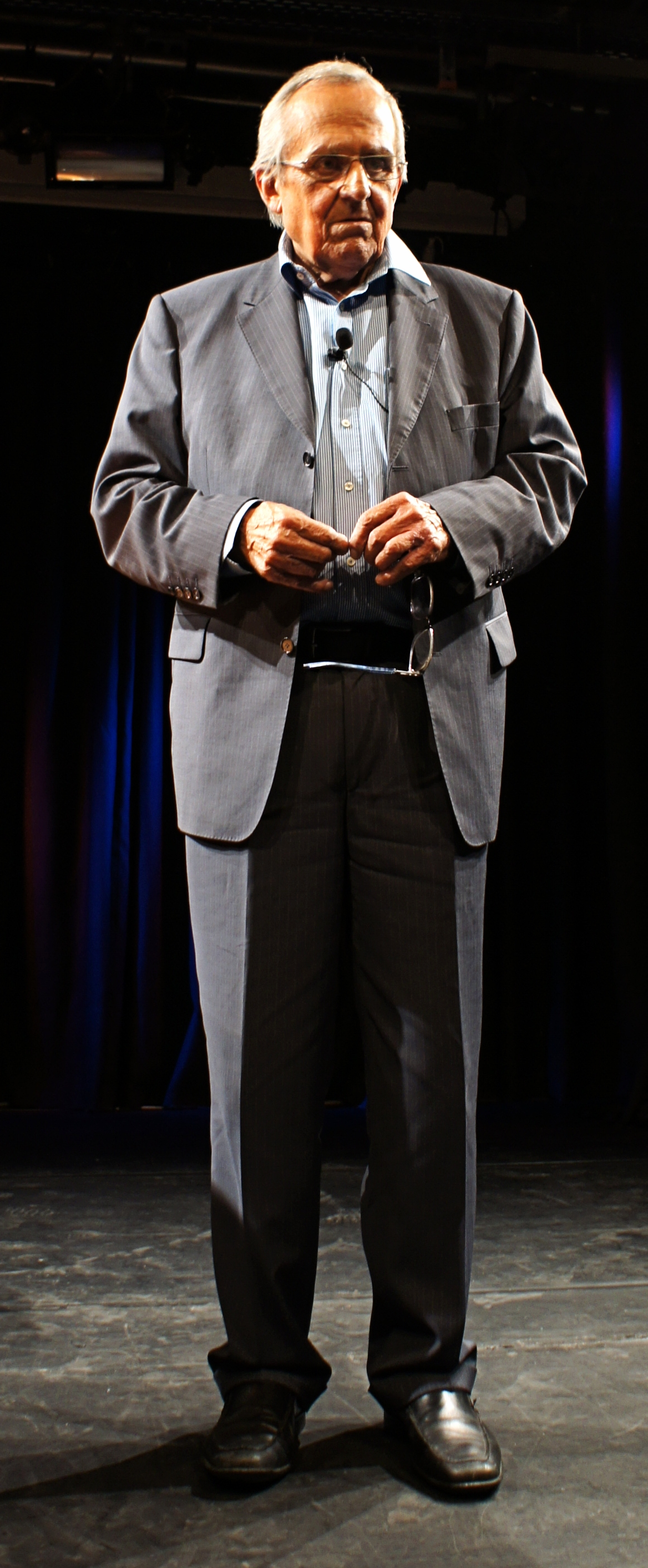
Dieter Hildebrandt (2011)

Bereits seit Ende der 1950er Jahre hatte Hildebrandt immer wieder fürs Fernsehen gearbeitet. Er spielte in Produktionen wie dem Musical Es gibt immer drei Möglichkeiten von 1959 und schrieb Drehbücher wie zur Filmkomödie Mein Mann, das Wirtschaftswunder aus dem Jahr 1960. Beide Tätigkeiten vereinte die Verfilmung der satirischen Erzählung Doktor Murkes gesammeltes Schweigen von Heinrich Böll aus dem Jahr 1964, in der Hildebrandt die Titelrolle übernahm. Auch in verschiedenen Kabarettsendungen war er über mehrere Jahre hinweg aktiv, so in Die Rückblende und der Silvesterproduktion Schimpf vor zwölf.
Von 1973 an erhielt Hildebrandt beim ZDF eine eigene politische Satiresendereihe namens Notizen aus der Provinz, die bis 1979 in insgesamt 66 Folgen ausgestrahlt wurde. Sie basierte wie zuvor die Lach- und Schießgesellschaft auf einer Zusammenarbeit von Sammy Drechsel und Dieter Hildebrandt. Während ersterer die Studioregie führte, moderierte Hildebrandt im typischen Stil von Politmagazinen die Filmbeiträge an, in denen gestellte Szenen und dokumentarisches Material gegeneinander geschnitten wurden. Die Sendung machte Hildebrandt weithin bekannt; laut Ricarda Strobel förderte sie seinen „Ruf als kritischer Querdenker“. Die politische Ausrichtung zog allerdings auch mehrfach Proteste von Seiten konservativer Politiker nach sich; zwei Folgen wurden aus dem Programm genommen beziehungsweise in der Produktion gestoppt. Im Jahr der Bundestagswahl 1980 verordnete der damalige Programmdirektor Dieter Stolte dem Magazin, dem zuvor untersagt worden war, den Namen Leo Kirch (politisch einflussreicher Geschäftspartner des ZDF) im Programm zu nennen, eine „Denkpause“, die zum Wechsel Hildebrandts zur ARD führte.
Produziert vom Sender Freies Berlin und erneut unter der Regie Drechsels etablierte Hildebrandt in der ARD die Kabarettsendung Scheibenwischer, die in unterschiedlicher Länge und zu unterschiedlichen Sendezeiten von Juni 1980 bis Dezember 2008 ausgestrahlt wurde. Das Format der Sendung erinnerte an ein Nummernkabarett mit Hildebrandt als Conférencier, wobei die Beiträge der Gastkabarettisten zumeist um ein gemeinsames Thema kreisten. Im Unterschied zum vorfabrizierten Magazinformat der Notizen aus der Provinz bot der Scheibenwischer Live-Kabarett auf einer Bühne vor Studiopublikum, was eine größere Aktualität ermöglichte und gleichzeitig Zensurmaßnahmen von außen erschwerte. Dennoch sorgte auch der Scheibenwischer immer wieder für politische Kontroversen, die am 22. Mai 1986, anlässlich einer Sendung zur Nuklearkatastrophe von Tschernobyl, in einer Ausblendung des Bayerischen Rundfunks aus dem gemeinsamen ARD-Programm gipfelten.
Der letzte Scheibenwischer mit Dieter Hildebrandt als festem Besetzungsmitglied wurde am 2. Oktober 2003 im Rahmen einer großen Gala gefeiert, an der langjährige Weggefährten wie Bruno Jonas teilnahmen. Nach Hildebrandts Abgang übernahm Jonas gemeinsam mit Mathias Richling und Georg Schramm die programmatische Leitung der Sendung. Nachdem Schramm und andere den Scheibenwischer aus konzeptionellen Gründen verlassen hatten, kam es zur offenen Auseinandersetzung mit dem seit Anfang 2009 als Hauptakteur der Sendung agierenden Richling. Hildebrandt untersagte Richling die Weiterverwendung des Titels Scheibenwischer. Hintergrund waren Richlings Pläne, auch sogenannte „Comedians“ in die Sendung einzuladen. Dabei erklärte Hildebrandt, nichts gegen Comedians zu haben, jedoch verhindern zu wollen, „dass sich TV-Kabarett nur mit Nebenthemen beschäftigt“.

### Letzte Projekte

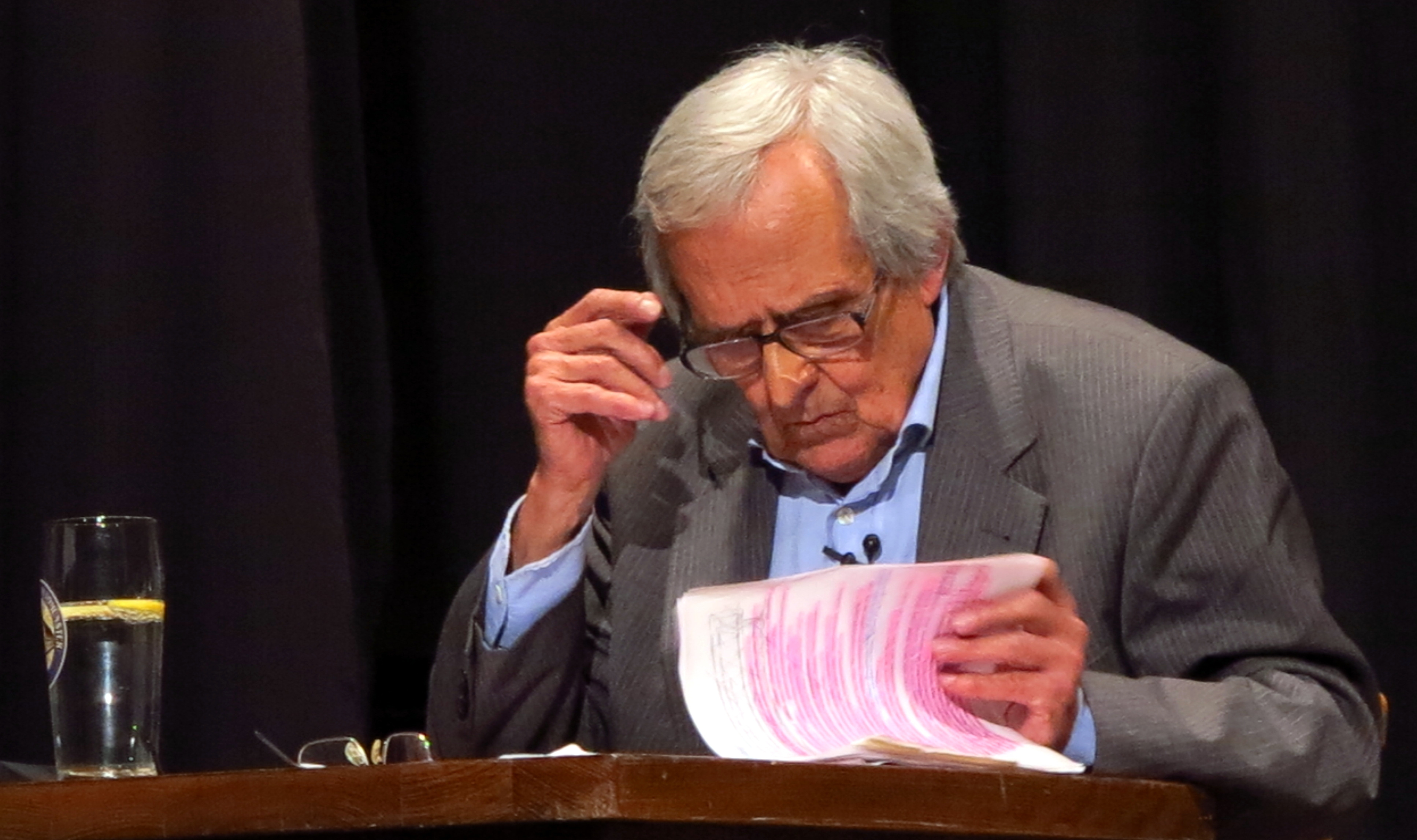
Dieter Hildebrandt bei seinem letzten gemeinsamen Programm mit dem Hans Well im Kapplersaal, Altomünster 2013

Während Hildebrandt 2004 und 2005 noch einige Gastauftritte im Scheibenwischer absolvierte, trat er danach mehrfach in der Sendereihe Neues aus der Anstalt auf, dem ersten Kabarettformat des ZDF seit seinen Notizen aus der Provinz. Gemeinsam mit Werner Schneyder spielte er im Jahr 2000 im Theaterstück Sonny Boys ein altes, zerstrittenes Komikerpaar. Der Inszenierung an den Münchner Kammerspielen schloss sich eine Tournee und Fernsehverfilmung an. Seitdem er seine Fernsehsendungen aufgegeben hatte, betätigte sich Hildebrandt zunehmend als Autor und führte satirische Lesungen durch. Seine Bücher – erstmals Was bleibt mir übrig, veröffentlicht 1986 – schafften es in die Bestsellerlisten. Im Gespräch mit Bernd Schroeder entstand die 2006 veröffentlichte Autobiografie Ich mußte immer lachen.
Bis 2012/13 war Hildebrandt mit Programmen auf Tournee und hielt im Jahr rund 180 Lesungen. Zudem wirkte er in Helmut Dietls Kinofilm Zettl mit, einer Fortsetzung der Fernsehserie Kir Royal, in der er im Jahr 1986 eine Hauptrolle gespielt hatte. Er engagierte sich bei dem von ihm mit Georg Schramm und Konstantin Wecker gegründeten stoersender.tv, einem mit Crowdfunding finanzierten Internet-TV-Projekt. Die erste Sendung konnte am 31. März 2013 abgerufen werden.

### Privatleben
1951 lernte Hildebrandt in München Irene Mendler kennen, vier Jahre später heirateten sie. Aus der Ehe stammen zwei Töchter. Am 9. August 1985 starb Hildebrandts Ehefrau nach langem Leiden an Krebs. Nur wenige Monate später, am 19. Januar 1986, starb mit dem langjährigen Freund Sammy Drechsel eine zweite enge Bezugsperson. Am 21. Mai 1992 heiratete Hildebrandt die Kabarettkollegin und Schauspielerin Renate Küster.
Hildebrandt wohnte im Münchner Stadtteil Waldperlach, interessierte sich für Sport, spielte Tennis und war langjähriges Mitglied der Prominentenfußballmannschaft FC Schmiere. Nach eigenen Angaben führte er ein Leben „mit den Tugenden eines ordentlichen Bürgers“, wobei ihn vom Spießbürger ein „gehöriges Maß an Toleranz“ trennte. Über seinen zeitweiligen hohen Alkoholkonsum scherzte er: „Sie hasst es, wenn ich trinke. Bei mir ist das ein ander Ding. Es schmeckt mir fast jeder Alkohol. Außer Likör. Seit vielen Jahren. Ich bilde mir ein, ein talentierter Trinker zu sein.“

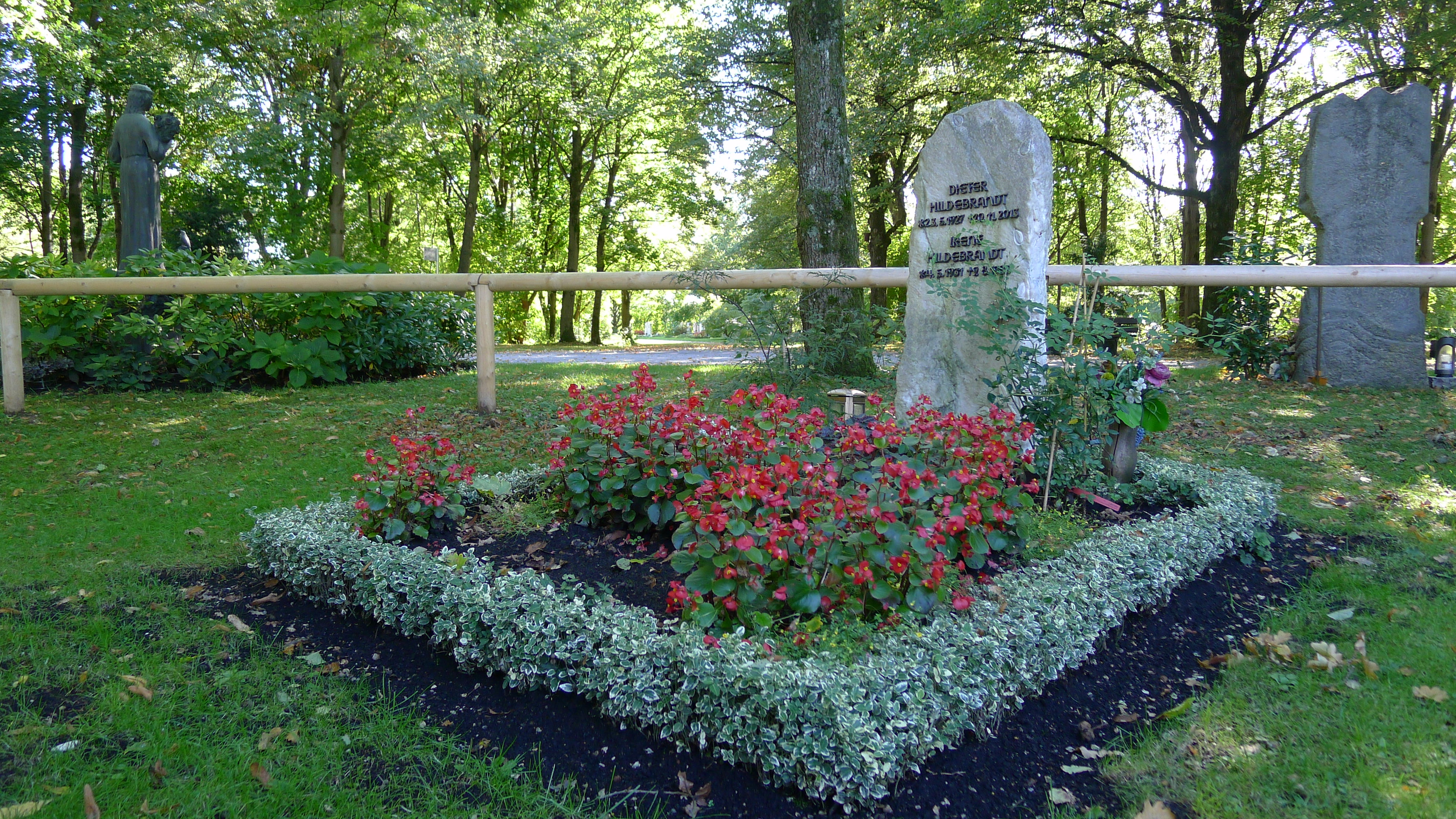
Hildebrandts Grab auf dem Neuen Südfriedhof, 2020

Am Morgen des 20. November 2013 starb Hildebrandt im Alter von 86 Jahren in einem Münchner Krankenhaus an den Folgen einer Prostatakrebserkrankung, die erst am Tag zuvor öffentlich bekannt gegeben worden war. Er wurde am 2. Dezember auf dem Neuen Südfriedhof (Grab 209-A-7 a/b) in München beigesetzt.

## Kabarettistisches Wirken

### Stil

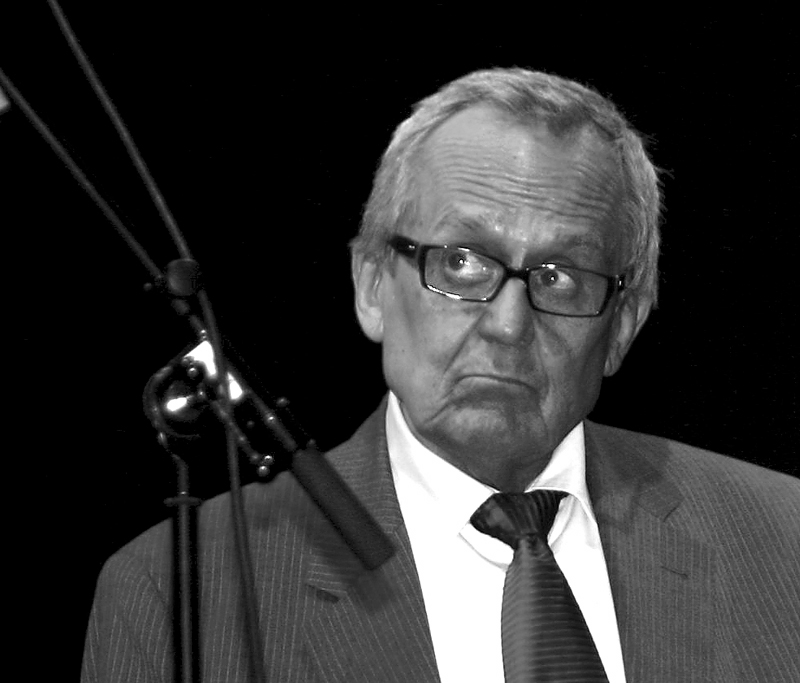
Dieter Hildebrandt (2007)

Dieter Hildebrandts kabarettistische Auftritte zeichneten sich durch Schlagfertigkeit, Spontaneität und Improvisationstalent aus, was ihm ermöglichte, Zwischenrufe aus dem Publikum einzubeziehen und eigene Textunsicherheiten oder Hänger kreativ zu überbrücken. „Dort, wo du hängst, wird es richtig interessant“, lobte ihn einst seine Frau Irene und antwortete auf seine misstrauische Rückfrage, ob das heißen solle, dass er von seinen Unsicherheiten lebe: „Du nicht, das Publikum.“ Auch seine vorgetragenen Texte wirkten häufig improvisiert, wobei eine scheinbar verbindliche und assoziative Plauderei in aktuelle politische Themen umschlug. Charakteristisch für Hildebrandts Sprachstil waren Zögern, Stammeln und Stottern, gezielte Auslassungen, Versprecher und Wortverdrehungen. Auf diese Art wurden offizielle Formulierungen so lange sprachlich bearbeitet und zerlegt, bis sie ihre versteckte Absicht offenbarten. Die Frankfurter Allgemeine Zeitung sprach von seiner „Kunst des Haspelns, Stotterns und des Schlingerns“.
Kollegen bezeichneten Hildebrandt anerkennend als „Pointenpapst“, für Erhard Jöst war er ein „(hinter)listiger Stotterspötter“. Walter Gallasch schilderte Hildebrandt als „Jongleur der Sprache, ein Begriffe-Umdeuter, ein Sinn-Erkenner, ein Zauberer der Wörter, der leere Hände vorzeigt, und plötzlich hat er eine zugefeilte Speerspitze in den Fingern.“ In Anlehnung an Old Shatterhand sprach Dietrich Strothmann vom „spitzzüngigen Old Shattermouth“. Die Wortschöpfung „Entklugung“ wird Dieter Hildebrandt zugeordnet.
Sein Äußeres beschrieb Ricarda Strobel als „grundsolide-bürgerliche und sympathische Ausstrahlung“ und „unauffälliges Erscheinungsbild“ mit Brille und gediegen-sportlichen Anzugskombinationen in dezenten Farben, wodurch Hildebrandt seine scharfe Kritik mit einem Element der Vertrautheit ausgleiche und ihr so die Bedrohlichkeit nehme. Sein Erfolg liege auch darin begründet, dass seine Pointen zwar in erster Linie ein „gehoben-bürgerliches und intellektuelles Publikum“ ansprächen, seine Versprecher und Wortverdreher aber dennoch für breite Schichten des Publikums unterhaltsam blieben und Hildebrandt Tabus weitgehend respektiert habe.

### Politische Ausrichtung und Kontroversen

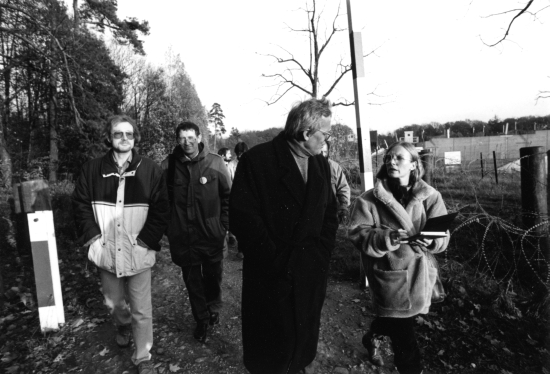
Dieter Hildebrandt beim Besuch der durch einen Atomraketen-Unfall bekannt gewordenen Waldheide in Heilbronn, 1986

Dieter Hildebrandt war nach eigenem Bekunden ein „Sympathisant der SPD“. Laut einem Interview von 1986 sei er aber nie in die Partei eingetreten, weil er „schnell wieder rausgeflogen“ wäre: „Ich habe den Standpunkt der Sozialdemokraten schon oft verlassen.“ Dennoch wurde er in der Öffentlichkeit immer wieder als SPD-Mitglied wahrgenommen, so auch in der SPD-Parteizeitung Vorwärts, die ihn im Jahr 2007 als „seit Jahrzehnten Mitglied der SPD“ vorstellte. 1969 unterstützte Hildebrandt die SPD-Wählerinitiative, 1976 warb Hildebrandt in einem Wahlwerbespot für die Partei. Im August 2009 unterstützte er eine Kampagne zur Aussetzung des „Sanktionsparagraphen“ 31 des SGB II („Hartz IV“).
Von konservativer Seite wurde Hildebrandt oft politische Einseitigkeit vorgeworfen. So listete etwa Josef Nyáry zur 100. Sendung des Scheibenwischers auf: „Hildebrandt, einst Demonstrant gegen konfessionellen Schulunterricht, Wahlhelfer und Delegierter der SPD, bedient als sozialdemokratischer Parteikabarettist ausschließlich Gesinnungsgenossen mit Einfällen wie aus einem bunten Abend für Werktätige.“ Auch Mathias Richling kritisierte in seinem Streit um das Nachfolgeformat des Scheibenwischers, Hildebrandt könne nur „parteipolitisches“ Kabarett machen: „Sein Scheibenwischer wurde von der SPD immer angesehen als parteieigene Sendung.“ Jens Jessen fragte, woher Hildebrandt vor dem Hintergrund seiner eigenen NSDAP-Mitgliedschaft „die höhnische Selbstgewissheit nahm, mit [der] er den deutschen Normalspießer als ewig latenten Nazi karikierte“.
Wiederholt sorgten Hildebrandts Kabarettsendungen im Fernsehen für Ärger und Eklats, und der Kabarettist selbst wurde zum Ziel heftiger Anfeindungen in Form von Leserbriefen oder Rückmeldungen an die Fernsehsender. Das ZDF nahm am 27. Februar 1975 eine Folge der Notizen aus der Provinz aus dem Programm, weil sie die Abtreibungsdebatte thematisierte, und stoppte die Produktion einer Sendung im Oktober 1977 nach dem Mord an Siegfried Buback wegen vermeintlich zu geringer Distanzierung vom Terrorismus. Beim Magazin Scheibenwischer setzten sich die Auseinandersetzungen fort: Eine Sendung im Januar 1982 über den Rhein-Main-Donau-Kanal wurde zum Politikum und führte zu erster Kritik von Seiten des Bayerischen Rundfunks. Als dieser sich vier Jahre später bei einer Sendung zur Nuklearkatastrophe von Tschernobyl aus dem Gemeinschaftsprogramm der ARD ausklinkte, nannte sein Programmdirektor Helmut Oeller Teile der Sendung „makaber“ und „nicht gemeinschaftsverträglich“.

### Bedeutung
Bereits zu Zeiten der Münchner Lach- und Schießgesellschaft galt Dieter Hildebrandt als führender Kabarettist der Bundesrepublik Deutschland. Die Übertragungen der Lach- und Schießgesellschaft erreichten ein Millionenpublikum. Mit der Sendung Notizen aus der Provinz weitete Hildebrandt seinen Einfluss weiter aus: Die Schweizerin Christine Steiger sah in ihm „wohl den einzigen Deutschen scharfer Zunge, der sich im Fernsehen einen solchen Freiraum für politische Satire erobern konnte“.
Als in den 1990er Jahren vermehrt Kabarettisten einer jüngeren Generation im deutschen Fernsehen präsent wurden, nahm die Öffentlichkeit Hildebrandt mehr und mehr als „verehrungswürdige Institution“ wahr. Für die Jury des Adolf-Grimme-Preises 2004 ging durch seinen Abschied vom Scheibenwischer „eine ganze Ära des politischen TV-Kabaretts zu Ende, die mit seinem Namen verbunden ist“. Hildebrandt zähle „zu den Begründern des politischen Kabaretts im Deutschland der Nachkriegszeit“ und habe „wesentlich zur Information und zur Aufklärung durch das Medium Fernsehen beigetragen.“ Auch für einige der Kabarettisten der jüngeren Generation, darunter Josef Hader und Georg Schramm, wurde Dieter Hildebrandt zum Vorbild.
Zu Hildebrandts 80. Geburtstag im Jahr 2007 urteilte Reinhard Mohr, Hildebrandt sei „der bedeutendste und einflussreichste politische Kabarettist der Bundesrepublik“, eine „Instanz“, die auch „die Republik verändert“ habe. Und auch von offizieller Seite würdigte der damalige Kulturstaatsminister Bernd Neumann zu diesem Anlass, Hildebrandt, als „der dienstälteste Kabarettist unseres Landes“, sei „über all die Jahrzehnte zugleich einer der prägendsten und originellsten geblieben“, wobei „hinter dem Humor und der Freude am kabarettistischen Spiel stets ein aufgeklärter Humanismus und ein großes Interesse am Menschen spürbar“ seien; „Sie provozieren, amüsieren und zuweilen verärgern Sie auch, wie es sich für einen politischen Kabarettisten von Rang gehört.“

#### Dieter-Hildebrandt-Preis
Mit Beschluss des Kulturausschusses des Stadtrates seiner Wahlheimat München vom 16. April 2015 wird anstelle des bisher zweijährlichen Kabarettpreises der Landeshauptstadt München der Dieter-Hildebrandt-Preis ausgelobt. Die mit 10.000 Euro dotierte Auszeichnung wird seit 2016 jährlich an Kabarettisten oder Ensembles vergeben.

## Auszeichnungen und Ehrungen

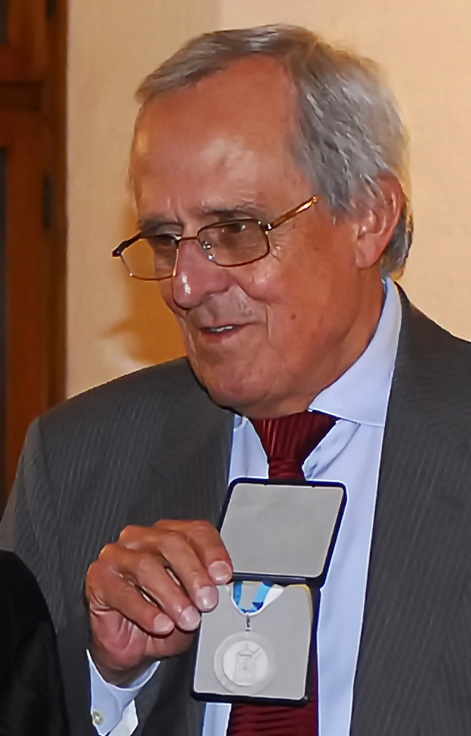
Dieter Hildebrandt, Bayerischer Poetentaler, 2006

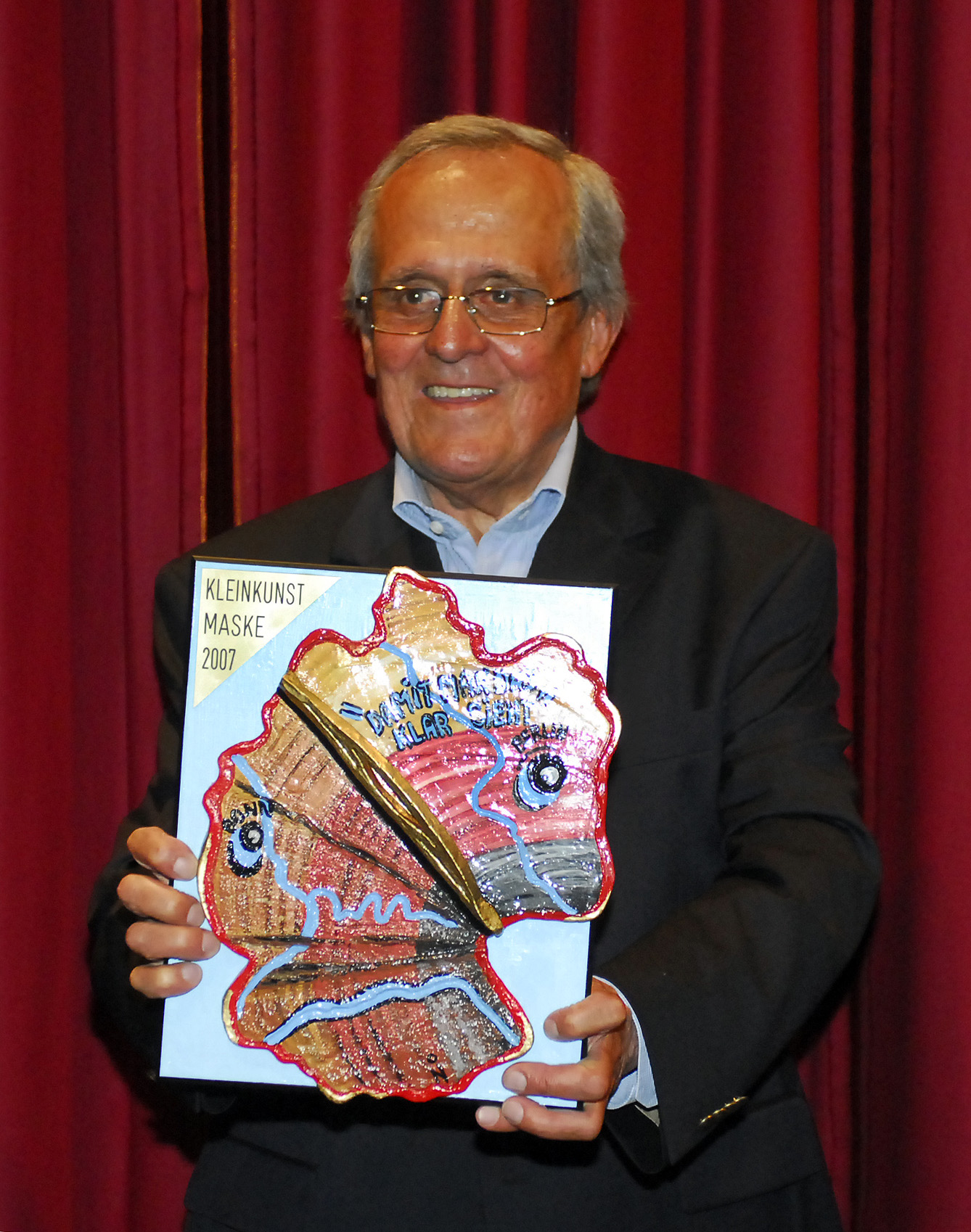
Dieter Hildebrandt mit der Garchinger Kleinkunstmaske 2007

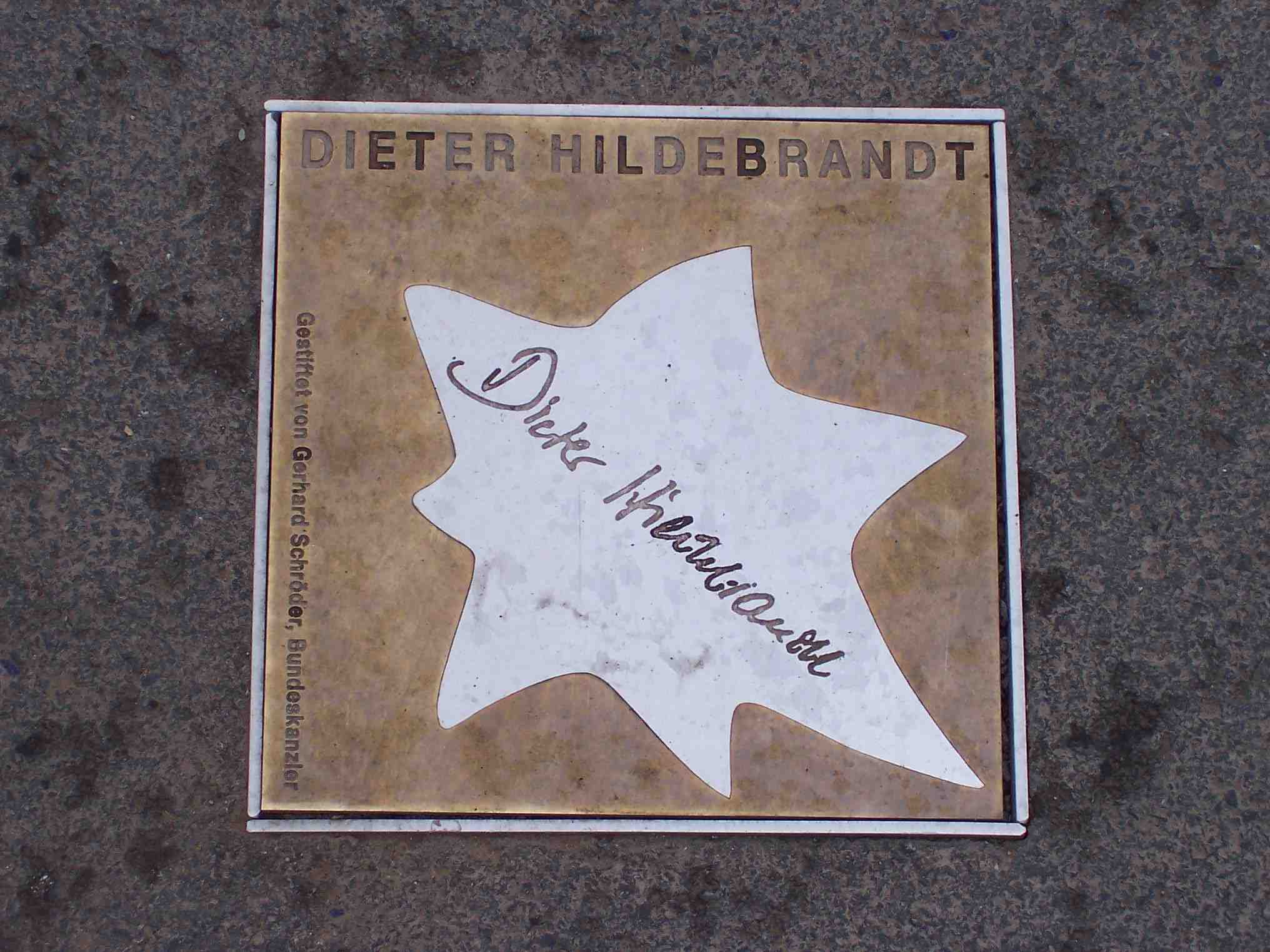
Stern auf dem Walk of Fame des Kabaretts in Mainz

- 1976 Adolf-Grimme-Preis mit Bronze für Notizen aus der Provinz
- 1977 Deutscher Kleinkunstpreis
- 1979 Ernst-Hoferichter-Preis
- 1982 „Glashaus“-Medienpreis der Rundfunk-Fernseh-Filmunion
- 1982 Journalistenpreis „Der grüne Zweig“ des Bundes Naturschutz
- 1983 Adolf-Grimme-Preis mit Silber für Scheibenwischer (zusammen mit Gerhard Polt und Gisela Schneeberger)
- 1983 Deutscher Kritikerpreis
- 1984 Ludwig-Thoma-Medaille der Landeshauptstadt München
- 1986 Adolf-Grimme-Preis mit Gold für Scheibenwischer
- 1986 Schillerpreis der Stadt Mannheim
- 1987 Telestar von WDR und ZDF
- 1987 Waldemar-von-Knoeringen-Preis der Georg-von-Vollmar-Akademie
- 1989 Martini-Preis des SPD-Unterbezirks Südpfalz[62]
- 1990 Alternativer Büchnerpreis
- 1992 Medaille „München leuchtet – Den Freunden Münchens“ in Gold der Landeshauptstadt München
- 1993 CIVIS Medienpreis für Integration und kulturelle Vielfalt in Europa
- 1997 Münchhausen-Preis der Stadt Bodenwerder (erster Preisträger)
- 1997 Medaille „München leuchtet – Den Freunden Münchens“ in Gold der Landeshauptstadt München
- 1997 Ehrenpreis des „Goldenen Kabels“ Gong/Telekom
- 1997 Goldener Löwe (Ehrenlöwe)
- 2001 Prix Pantheon des Pantheon-Theaters in Bonn, Sonderpreis „Reif & Bekloppt“
- 2001 Wilhelm-Hoegner-Preis der BayernSPD
- 2002 Cornichon der Oltner Kabarett-Tage[63]
- 2003 Kulturpreis Schlesien des Landes Niedersachsen
- 2003 Goldener Gong für die Kabarettsendung Scheibenwischer
- 2004 Markgräfler Gutedelpreis
- 2004 Adolf-Grimme-Preis als besondere Ehrung für sein Lebenswerk
- 2006 Kleinkunstpreis der Stadt Aschersleben
- 2006 Bayerischer Poetentaler der Münchner Turmschreiber
- 2007 Garchinger Kleinkunstmaske
- 2007 Krefelder Krähe, Ehrenpreis der Kabarettgruppe Die Krähen Krefeld
- 2008 Deutscher Kleinkunstpreis – Ehrenpreis des Landes Rheinland-Pfalz für sein Lebenswerk
- 2010 Kultureller Ehrenpreis der Landeshauptstadt München
- 2011 Salzburger Stier für sein Lebenswerk
- 2013 Hermann-Sinsheimer-Preis der Stadt Freinsheim
- 2013 Erich Kästner-Preis vom Presseclub Dresden
- 2013 Nordrhein-Westfälischer Kleinkunstpreis „Bocholter Pepperoni“
- 2014 Kasseler Literaturpreis für grotesken Humor (Hauptpreis)

## Werke (Auswahl)

### Bücher
- Stein oder nicht Stein. Mit einem Nachwort von Heinz Hartwig. Hyperion-Verlag, Freiburg im Breisgau 1979, ISBN 3-7786-0206-3.
- Über die Bundesliga. Die verkaufte Haut oder ein Leben im Trainingsanzug. Mit Zeichnungen von Dieter Hanitzsch. Bucher Verlag, Luzern/Frankfurt am Main 1979, ISBN 3-7658-0295-6.
- Spaß ist machbar. Hyperion-Verlag, Freiburg im Breisgau 1980, ISBN 3-7786-0210-1.
- Unser Rhein-Main-Donau-Kanal. Mit Hanns Christian Müller und Gerhard Polt. Heyne Verlag, München 1983, ISBN 3-453-35631-4.
- Krieger denk mal! Ein Buch zur moralischen Aufrüstung. Mit Hanns Christian Müller und Gerhard Polt. Knaur, München 1984, ISBN 3-426-02120-X.
- Faria Faria Ho. Der Deutsche und sein „Zigeuner“. Das Buch zum „Scheibenwischer“ über Sinti und Roma. Mit Hanns Christian Müller und Gerhard Polt. Illustrationen von Dieter Hanitzsch. Knaur, München 1985, ISBN 3-426-02179-X.
- Was bleibt mir übrig. Anmerkungen zu (meinen) 30 Jahren Kabarett. Mit Zeichnungen von Dieter Hanitzsch. Kindler Verlag, München 1986, ISBN 3-463-40032-4.
(Platz 1 der Spiegel-Bestsellerliste vom 26. Januar bis zum 15. März 1987)
- Von GAU zu GAU oder die Wackersdorfidylle. Der Scheibenwischer zur Wiederaufbereitung. Mit Fotos von Isolde Ohlbaum. Knaur, München 1986, ISBN 3-426-02185-4.
- Scheibenwischer-Zensur. Vollständiger Text der Sendung und Dokumentation über die Reaktionen in der Öffentlichkeit. Mit einem Vorwort von Heinrich Albertz. Knaur, München 1986, ISBN 3-426-02188-9.
- Wippchen oder die Schlacht am Metaphernberge (ein Kabarettprogramm angeregt von Julius Stettenheim). Mit Fotos von Paul Sessner. Knaur, München 1991, ISBN 3-426-73002-2.
- Denkzettel. Mit Zeichnungen von Dieter Hanitzsch. Kindler Verlag, München 1992, ISBN 3-463-40182-7.
- Der Anbieter. Material für ein Gespräch, das so nicht stattgefunden hat. Verlag Volk und Welt, Berlin 1994, ISBN 3-353-00998-1.
- Die verkaufte Haut (ein Comic über Fußballmafia und Politik). Mit Dieter Hanitzsch. List, München 1994, ISBN 3-471-77893-4.
- Gedächtnis auf Rädern. Mit Zeichnungen von Dieter Hanitzsch. Blessing Verlag, München 1997, ISBN 3-89667-022-0.
- Tennis. Deutscher Taschenbuch-Verlag, München 1999, ISBN 3-423-20264-5.
- Vater unser – gleich nach der Werbung. Blessing Verlag, München 2001, ISBN 3-89667-150-2.
- Ausgebucht. Mit dem Bühnenbild im Koffer. Mit Zeichnungen von Dieter Hanitzsch. Blessing Verlag, München 2004, ISBN 3-89667-267-3.
- Ich mußte immer lachen. Dieter Hildebrandt erzählt sein Leben. Mit Bernd Schroeder. Kiepenheuer & Witsch, Köln 2006, ISBN 3-462-03730-7.
- Nie wieder achtzig! Mit Zeichnungen von Dieter Hanitzsch. Blessing Verlag, München 2007, ISBN 978-3-89667-331-2.
- „Ich gebe Ihnen mein Ehrenwort!“ Eine Weltgeschichte der Lüge. Ein Text von Traudl Bünger und Roger Willemsen. S. Fischer Verlag, Frankfurt am Main 2007, ISBN 978-3-10-030140-6.
- Wie haben wir gelacht. Ansichten zweier Clowns. Mit Peter Ensikat. Aufbau Verlag, Berlin 2013, ISBN 978-3-351-02760-5.
- Letzte Zugabe. Mit Zeichnungen von Dieter Hanitzsch und einem Nachwort von Roger Willemsen. Blessing Verlag, München 2014, ISBN 978-3-89667-537-8.[64]
- Was aber bleibt. Texte aus fünf Jahrzehnten. Mit Zeichnungen von Dieter Hanitzsch. Blessing Verlag, München 2017, ISBN 978-3-89667-575-0.

### Tonträger
- Haben Sie was zu verzollen? Solo aus den Kabarettprogramm „Wähl’ den, der lügt“. Single. Polydor, Hamburg 1964, DNB 577785508.
- Radio Eriwan antwortet. Mit Klaus Havenstein. LP. Intercord, Stuttgart 1972, DNB 730172562.
- Talk täglich. Mit Werner Schneyder. 2 LPs. Teldec, Hamburg 1975, DNB 1004829817.
- Satire life 78 (Aufzeichnung einer Veranstaltung der Volkshochschule Ismaning vom 5. Dezember 1978). Mit Helmut Ruge. CC. Kassettenprogramme für ausländische Mitbürger, München 1979, DNB 850228557.
- Eine kleine Schlachtmusik. Mit den Philharmonischen Cellisten Köln. 2 LPs. Wergo-Schallplatten, Mainz 1981, DNB 820503568.
- Querschnitte aus 5 Programmen (1974–1982). Mit Werner Schneyder. LP. Kulturinitiative, Frankfurt am Main 1982, DNB 351309500.
- Was bleibt mir übrig. Anmerkungen zu (meinen) 30 Jahren Kabarett. Autorenlesung. CC. Karussell, Hamburg 1988, DNB 900790482.
- Gedächtnis auf Rädern. Live-Mitschnitt eines Abends in der Münchner Lach- und Schießgesellschaft. 2 CDs/CCs. Der Hör-Verlag, München 1998, ISBN 3-89584-553-1.
- Die Kabarettlegende 1: Talk täglich/Lametta & Co – mit Werner Schneyder, CD, Preiser 1999.
- Die Kabarettlegende 2: Wie abgerissen/Keine Fragen mehr – mit Werner Schneyder, CD, Preiser 2000.
- Die Kabarettlegende 3: Ende der Spielzeit – mit Werner Schneyder, CD, Preiser 2000.
- Sonny Boys – mit Werner Schneyder, 2CDs, Preiser 2001.
- Fjodor Dostojewski: Das Krokodil. Ein ungewöhnliches Ereignis. Gelesen von Dieter Hildebrandt. 2 CDs. Litraton, Hamburg 2003, ISBN 3-89469-592-7 (russisch: Крокодил, Krokodil. Übersetzt von E. K. Rahsin).
- Ausgebucht. Mit dem Bühnenbild im Koffer. Aufzeichnung einer öffentlichen Lesung in der Mayerschen Buchhandlung, Köln. 2 CDs. Random House Audio, Köln 2004, ISBN 3-89830-905-3.
- Goethes Weder - Weder, Schillers Noch - Noch. Zwei Weimarer Festvorträge von Prof. Dr. Immanuel Tiefbohrer. Gehalten von Dieter Hildebrandt. CD. Litraton, Hamburg 2005, ISBN 3-89469-735-0.
- Ich mußte immer lachen. Live aus der Lach- und Schießgesellschaft. Mit Bernd Schroeder. 2 CDs. Random House Audio, Köln 2006, ISBN 3-86604-508-5.
- Dieter Hildebrandt wirft ein. 2 CDs. Random House Audio, Köln 2006, ISBN 3-86604-199-3.
- Sammy Drechsel: Elf Freunde müßt ihr sein ... Gelesen von Dieter Hildebrandt. 4 CDs. Hörcompany, Hamburg 2006, ISBN 3-935036-94-9.
- Erlebte Geschichte(n) – Dieter Hildebrandt, Ingo Insterburg und Hanns Dieter Hüsch erzählen. CD. Der Audio Verlag, Berlin 2006, ISBN 3-89813-531-4.
- Tennis. 2 CDs. Komplett-Media, Grünwald 2007, ISBN 978-3-8312-6176-5.
- „Ich gebe Ihnen mein Ehrenwort!“ Die Weltgeschichte der Lüge. Live-Mitschnitt von der Lit.Cologne 2007. Mit Roger Willemsen. 2 CDs. Random House Audio, Köln 2007, ISBN 978-3-86604-674-0.
- Nie wieder achtzig! CD. Random House Audio, Köln 2007, ISBN 978-3-86604-696-2.
- Vater unser – gleich nach der Werbung. Gekürzte Lesung. Mit Renate Küster-Hildebrandt. 2 CDs. Random House Audio, München 2009, ISBN 978-3-8371-0160-7.
- Politiker-Märchen. Die schönsten Lügen aus 60 Jahren Bundesrepublik. CD. Diederichs Verlag, München 2009, ISBN 978-3-424-35007-4.
- Ich kann doch auch nichts dafür. Live aus der Lach- und Schießgesellschaft. 2 CDs. Random House Audio, Köln 2011, ISBN 978-3-8371-0905-4.
- Es war einmal … meistens aber öfter. Politikerlügen – brutalstmöglich aufgeklärt. CD. Diederichs Verlag, München 2012, ISBN 978-3-424-35071-5.
- „Zugabe Leipzig“. Der legendäre Auftritt in der „Pfeffermühle“. Live-Mitschnitt von 1985. Mit Werner Schneyder. 2 CDs. F. A. Herbig, München 2013, ISBN 978-3-7844-4263-1.
- Wie haben wir gelacht. Ansichten zweier Clowns. Ein Gespräch. Mit Peter Ensikat. 3 CDs. Random House Audio, Köln 2013, ISBN 978-3-8371-2115-5.
- Vorsicht, Klassik! Live-Mitschnitt mit Dieter Hildebrandt und den Philharmonischen Cellisten Köln. Aufgenommen am 16.11.2007 im Konzerthaus Berlin. Mit Werner Thomas-Mifune. 2 CDs. Random House Audio, Köln 2014, ISBN 978-3-8371-2682-2.

## Film und Fernsehen
- 1958: Mit Eva fing die Sünde an (Drehbuchautor)
- 1959: Ich und die Kuh, Soldat (ungenannt)
- 1960: Mein Mann, das Wirtschaftswunder (Drehbuchautor)
- 1960: Lampenfieber
- 1961: Eine hübscher als die andere (Drehbuchautor)
- 1962: Streichquartett, Fernsehproduktion
- 1964: Doktor Murkes gesammeltes Schweigen, Fernsehfilm (Drehbuch, nach Heinrich Böll und Hauptdarsteller)
- 1964: Kennen Sie Heberlein?, Fernsehfilm (Drehbuch und Darsteller)[65][66]
- 1965: Doktor Murkes gesammelte Nachrufe, Fernsehfilm
- 1966: Zwei Girls vom Roten Stern
- 1972–1979: Notizen aus der Provinz, Satire-Fernsehsendung
- 1978: Zwei himmlische Töchter (Fluglotse), Fernsehserie
- 1980–2003: Scheibenwischer, TV-Kabarettreihe
- 1983: Unsere Nachbarn, die Baltas, Fernsehserie
- 1983: Kehraus
- 1983: Is was, Kanzler?
- 1986: Kir Royal, Fernsehserie
- 1986: Meier
- 1988: Man spricht deutsh
- 1988: Linie 1
- 1991: Go, Trabi, Go
- 1992: Wir Enkelkinder
- 1999: Silberdisteln
- 2012: Zettl

## Hörfunk
- Klassik-Pop-et cetera (28. Januar 2006), beim Deutschlandfunk, zum wiederholten Male Moderation von „Klassik-Pop-et cetera“

### Hörspiele
- 1995: Der Anbieter. Zur Plage der Nation. Hörspiel nach dem gleichnamigen Roman. Produktion SFB, SR. Regie: Lutz Volke. Mit Dieter Hildebrandt als Erzähler und Dr. Knut Schnabel, Dieter Mann als Dr. Walter Wanzek. (Quellen: DRA-Archiv, Hörspiele in der ARD 1995, rbb-Archiv, SR-Archiv)
- 2000: Gordian Beck: Lauter nette Menschen – Regie: Christoph Dietrich (Kriminalhörspiel – BR)

## Nachlass
2017 übernahm das Literaturarchiv der Monacensia im Hildebrandhaus den schriftlichen Nachlass von Dieter Hildebrandt.

## Hochschulschriften
- Manuela Schwab: Dieter Hildebrandt und sein politisches Kabarett bis 1972, Allitera, München 2014, ISBN 978-3-86906-627-1 (Dissertation Universität München 2013, 339 Seiten, Illustration, 22 cm).

## Rundfunkberichte
- 23.05.1927 – Der Geburtstag des Kabarettisten Dieter Hildebrandt, SR2 – ZeitZeichen vom 23. Mai 2017
- Aus Notwehr bin ich Optimist. Günter Gaus im Gespräch mit Dieter Hildebrandt, rbb-online.de, 13. Juni 1996
- Nie wieder Uniform – Dieter Hildebrandt erzählt aus seinem Leben (Audiobeitrag) in der WDR-5-Reihe Erlebte Geschichten vom 11. Mai 2003